# Françoise Élie
Pour les articles homonymes, voir Quinton et Élie (homonymie).
Françoise Élie, née Françoise Quinton, est une épicière et résistante française, née à Fougères en Bretagne le 16 septembre 1906 et morte le 14 juillet 1968.
Veuve et mère de deux enfants pendant la Seconde Guerre mondiale, elle prend part à la Résistance et participe aux réseaux Défense de la France et Bordeaux-Loupiac. Arrêtée, elle est déportée à Ravensbrück, dont elle survit.

## Biographie
Françoise Quinton naît le 16 septembre 1906 à Fougères, en Ille-et-Vilaine. Elle est la fille d'un meunier. Elle effectue ses études à Fougères jusqu'à 16 ans, puis devient comptable.
Elle épouse en 1927 François Élie, charron. Ils s'établissent comme épiciers près de Saint-Malo, puis à Rennes. Ils y gèrent l'épicerie de la place du Calvaire, mais François Élie meurt de la tuberculose en juillet 1939 ; Françoise Élie se retrouve veuve à 33 ans avec deux enfants,.
Françoise Élie s'occupe alors seule de ses enfants. La Seconde Guerre mondiale est déclenchée, suivie de l'Occupation allemande. Elle rejoint le mouvement Défense de la France et participe à la Résistance contre les occupants. Elle cache chez elle des tracts, des journaux clandestins, et même des armes.
Françoise Élie intègre aussi le réseau Bordeaux-Loupiac et sert de « boîte aux lettres » à ce réseau d'évasion et d'exfiltration de parachutistes anglais et américains. Mais le réseau est infiltré, et elle est arrêtée le 3 mai 1944. Elle pense avoir été arrêtée à cause d'un agent de liaison.
Elle est déportée en train le 3 août 1944 vers l'Allemagne, en direction du camp de concentration de Ravensbrück. Libérée en 1945, elle ne pèse plus que 38 kilos. Elle doit mettre un gérant à la tête de son épicerie, le temps de retrouver une santé suffisante. Mais son organisme reste très affaibli ; elle meurt à 61 ans le 14 juillet 1968.

## Hommages

### Distinctions
- Officier de la Légion d'honneur[8].
- Croix de guerre 1939–1945, palme de bronze[8].
- Médaille de la Résistance française (décret du 15 octobre 1945)[9],[8].
- Médaille de la Liberté (USA)[8].

### Autres hommages
- La rue Françoise Elie, à Rennes, porte son nom depuis 2015.

- Le Collège de Bréal-sous-Montfort (Ille-et-Vilaine) a été nommé « Collège Françoise Elie » le 7 juillet 2020 par le Conseil départemental d’Ille-et-Vilaine.